# Zorra berradeira
A Zorra berradeira, ou Zorra de Odelouca é um ser mítico de Portugal e da região da Galiza, em Espanha.
A Zorra berradeira aparece próximo da Ribeira de Odelouca, no Algarve, de sete em sete anos.
"É crença geral no Algarve que aparece por ali, de tempos a tempos, uma alma penando, na figura de uma zorra (raposa), e que se algum mortal a arremeda, é perseguido pela sombra dela até à morte".
A Zorra berradeira anda continuamente a berrar — sendo melhor ouvida depois da meia-noite e ao pino do meio-dia. Diz-se também, que a zorra berradeira aparece de sete em sete anos e que durante o tempo em que ela não aparece anda por outros países.
Segundo a lenda, quando alguém escarnece dos berros que a zorra dá depois da meia noite, a Zorra berradeira persegue essa pessoa até à morte.

## referências
- «Dicionário Priberam da Língua Portuguesa». ver: zorra
- Nuno Matos Valente. Bestiário Tradicional Português. Edições Escafandro, 2016
- Braga, Teófilo. (1885) O povo portuguez nos seus costumes, crenças e tradições., Volume 2. Livraria Ferreira.
- Pedroso, Consiglieri (1988) Contribuições para uma mitología popular portuguesa e outros escritos etnográficos. Publicações Dom Quixote
- GONÇALVES, Ana Tendeiro; SILVA, Carina (2012). A zorra Berradeira e outras histórias: literatura oral do Concelho de Odemira. Odemira: Câmara Municipal de Odemira. 114 páginas. ISBN 978-989-8263-06-3